# Санго
Санго е креолски език, говорен от около 5 000 000 души в Централноафриканската република и други страни.